# Lukas Jutkiewicz
Lukas Isaac Paul Jutkiewicz (Southampton, 1989. március 28. –) lengyel származású angol labdarúgó, aki jelenleg a Birmingham City csapatában játszik.

## Pályafutása

### Swindon Town
Jutkiewicz a Southampton ifiakadémiáján kezdett futballozni, de profi pályafutását már a Swindon Townban kezdte meg. 2006 áprilisában mutatkozott be a felnőttek között, egy Swansea City ellen 2-1-re elvesztett meccsen. Egy héttel később, a Scunthorpe United ellen már kezdőként lépett pályára. 2006 júliusában egy új, három évre szóló szerződést kapott csapatától. Első gólját egy Walsall elleni mérkőzésen szerezte meg. A 2006/07-es szezonban ezenkívül még négy gólt szerzett, amivel ő is hozzájárult csapata feljutásához.

### Everton
2007. március 17-én az Everton 1 millió fontért leigazolta. A 27-es számú mezt kapta meg, melyet korábban Andy van der Meyde viselt. 2008 januárjában a szezon végéig kölcsönvette a Plymouth Argyle, ahol egy Hull City elleni FA Kupa-meccsen debütált.
2008 decemberében, egy Sunderland ellen 3-0-re megnyert mérkőzésen mutatkozott be az Evertonban. Egy hónappal később kölcsönben a Huddersfield Townhoz igazolt. Nem teljesített jól és gólt sem szerzett az ott töltött ideje alatt. 2009 augusztusában hat hónapra kölcsönvette a skót Motherwell.

## Válogatott
Jutkiewicz Angliában született és nagyszülei révén jogosult az ír, valamint a lengyel válogatottban szerepelni. 2007-ben egy nyilatkozatában kijelentette, hogy szívesen játszana a lengyel nemzeti tizenegyben, azonban 2009-ig még nem döntötte el, hogy a három válogatott közül, melyik ország színeiben lépne pályára.
2016 decemberében Martin O’Neill szándékában volt Lukast az ír válogatottba invitálni.

## Statisztika
2018. november 10-ével bezárólag
| Klub              | Szezon   | Bajnokság               | Bajnokság | Bajnokság | Nemzeti kupa | Nemzeti kupa | Ligakupa | Ligakupa | Egyéb | Egyéb | Összesen | Összesen |
| Klub              | Szezon   | Osztály                 | Mérk.     | Gól       | Mérk.        | Gól          | Mérk.    | Gól      | Mérk. | Gól   | Mérk.    | Gól      |
| ----------------- | -------- | ----------------------- | --------- | --------- | ------------ | ------------ | -------- | -------- | ----- | ----- | -------- | -------- |
| Swindon Town      | 2005–06  | League One              | 5         | 0         | 0            | 0            | 0        | 0        | 0     | 0     | 5        | 0        |
| Swindon Town      | 2006–07  | League Two              | 33        | 5         | 3            | 0            | 0        | 0        | 1     | 0     | 37       | 5        |
| Swindon Town      | Összesen | Összesen                | 38        | 5         | 3            | 0            | 0        | 0        | 1     | 0     | 42       | 5        |
| Plymouth Argyle   | 2007–08  | Championship            | 3         | 0         | 2            | 0            | —        | —        | —     | —     | 5        | 0        |
| Everton           | 2008–09  | Premier League          | 1         | 0         | 0            | 0            | 0        | 0        | 0     | 0     | 1        | 0        |
| Everton           | 2009–10  | Premier League          | 0         | 0         | 0            | 0            | 0        | 0        | 0     | 0     | 0        | 0        |
| Everton           | Összesen | Összesen                | 1         | 0         | 0            | 0            | 0        | 0        | 0     | 0     | 1        | 0        |
| Huddersfield Town | 2008–09  | League One              | 7         | 0         | —            | —            | —        | —        | —     | —     | 7        | 0        |
| Motherwell        | 2009–10  | Scottish Premier League | 33        | 12        | 1            | 0            | 2        | 0        | 0     | 0     | 36       | 12       |
| Coventry City     | 2010–11  | Championship            | 42        | 9         | 1            | 0            | 0        | 0        | —     | —     | 43       | 9        |
| Coventry City     | 2011–12  | Championship            | 25        | 9         | —            | —            | 1        | 0        | —     | —     | 26       | 9        |
| Coventry City     | Összesen | Összesen                | 67        | 18        | 1            | 0            | 1        | 0        | —     | —     | 69       | 18       |
| Middlesbrough     | 2011–12  | Championship            | 19        | 2         | 2            | 1            | —        | —        | —     | —     | 21       | 3        |
| Middlesbrough     | 2012–13  | Championship            | 24        | 8         | 1            | 2            | 1        | 0        | —     | —     | 26       | 10       |
| Middlesbrough     | 2013–14  | Championship            | 22        | 1         | 1            | 0            | 1        | 1        | —     | —     | 24       | 2        |
| Middlesbrough     | Összesen | Összesen                | 65        | 11        | 4            | 3            | 2        | 1        | —     | —     | 71       | 15       |
| Bolton Wanderers  | 2013–14  | Championship            | 20        | 7         | —            | —            | —        | —        | —     | —     | 20       | 7        |
| Burnley           | 2014–15  | Premier League          | 25        | 0         | 0            | 0            | 1        | 0        | —     | —     | 26       | 0        |
| Burnley           | 2015–16  | Championship            | 5         | 0         | 0            | 0            | 1        | 0        | —     | —     | 6        | 0        |
| Burnley           | 2016–17  | Premier League          | 2         | 0         | —            | —            | 1        | 0        | —     | —     | 3        | 0        |
| Burnley           | Összesen | Összesen                | 32        | 0         | 0            | 0            | 3        | 0        | —     | —     | 35       | 0        |
| Birmingham City   | 2016–17  | Championship            | 38        | 11        | 2            | 1            | —        | —        | —     | —     | 40       | 12       |
| Birmingham City   | 2017–18  | Championship            | 35        | 5         | 2            | 1            | 1        | 0        | —     | —     | 38       | 6        |
| Birmingham City   | 2018–19  | Championship            | 17        | 9         | 0            | 0            | 0        | 0        | —     | —     | 17       | 9        |
| Birmingham City   | Összesen | Összesen                | 90        | 25        | 4            | 2            | 1        | 0        | —     | —     | 95       | 27       |
| Összesen          | Összesen | Összesen                | 356       | 78        | 15           | 5            | 9        | 1        | 1     | 0     | 381      | 84       |

## Külső hivatkozások
- Lukas Jutkiewicz statisztikái a soccerbase.com oldalán
- Lukas Jutkiewicz statisztikái a transfermarkt.com oldalán
- Lukas Jutkiewicz adatlapja a Huddersfield Town honlapján
- Lukas Jutkiewicz adatlapja a Birmingham City honlapján

## Fordítás
- Ez a szócikk részben vagy egészben  a   Lukas Jutkiewicz című angol Wikipédia-szócikk fordításán alapul.  Az eredeti cikk szerkesztőit annak laptörténete sorolja fel. Ez a jelzés csupán a megfogalmazás eredetét és a szerzői jogokat jelzi, nem szolgál a cikkben szereplő információk forrásmegjelöléseként.